# World Series of Darts 2022
De 2022 World Series of Darts is een reeks toernooien van de Professional Darts Corporation, die plaatsvond op 6 verschillende locaties. De finale werd gespeeld in Amsterdam, Nederland.

## Prijzengeld

### Internationale evenementen
| Plaats       | Prijzengeld |
| ------------ | ----------- |
| Winnaar      | £ 20.000    |
| Runner-up    | £ 10.000    |
| Halve finale | £ 5.000     |
| Kwartfinale  | £ 2.500     |
| Eerste ronde | £ 1.250     |
|              |             |
| Totaal       | £ 60.000    |

### Finale
| Plaats       | Prijzengeld |
| ------------ | ----------- |
| Winnaar      | £ 70.000    |
| Runner-up    | £ 30.000    |
| Halve finale | £ 20.000    |
| Kwartfinale  | £ 15.000    |
| Tweede ronde | £ 7.500     |
| Eerste ronde | £ 5.000     |
|              |             |
| Totaal       | £ 300.000   |

## Evenementen
| Nr. | Datum           | Evenement                     | Locatie                                                    | Winnaar               | Legs    | Runner-up            | Bron  |
| --- | --------------- | ----------------------------- | ---------------------------------------------------------- | --------------------- | ------- | -------------------- | ----- |
| 1   | 3-4 juni        | US Darts Masters              | New York, Hulu Theater                                     | Michael Smith         | 8 – 4   | Michael van Gerwen   | [ 1 ] |
| 2   | 10-11 juni      | Nordic Darts Masters          | Kopenhagen, Forum København                                | Dimitri Van den Bergh | 11 – 5  | Gary Anderson        | [ 2 ] |
| 3   | 24-25 juni      | Dutch Darts Masters           | Amsterdam, Ziggo Dome                                      | Dimitri Van den Bergh | 8 – 2   | Dirk van Duijvenbode | [ 3 ] |
| 4   | 12-13 augustus  | Queensland Darts Masters      | Townsville, Townsville Entertainment and Convention Centre | Michael van Gerwen    | 8 – 5   | Gerwyn Price         | [ 4 ] |
| 5   | 19-20 augustus  | New South Wales Darts Masters | Wollongong, WIN Entertainment Centre                       | Jonny Clayton         | 8 – 1   | James Wade           | [ 5 ] |
| 6   | 26-27 augustus  | New Zealand Darts Masters     | Hamilton, Globox Arena                                     | Gerwyn Price          | 8 – 4   | Jonny Clayton        | [ 6 ] |
| 7   | 16-18 september | World Series of Darts Finals  | Amsterdam, AFAS Live                                       | Gerwyn Price          | 11 – 10 | Dirk van Duijvenbode | [ 7 ] |